# Unione Sportiva Cremonese
La Unione Sportiva Cremonese, normalmente llamado Cremonese, es un club de fútbol de la ciudad italiana de Cremona, en la región de Lombardía. Fue fundado en 1903 y juega en la Serie B, la segunda categoría del fútbol nacional. Desde la temporada 2025-26, tras dos años de ausencia, jugará en la Serie A.
Sus partidos se juegan en el Estadio Giovanni Zini, el cuarto más grande de la Lombardía con 16.003 butacas, habilitado para partidos de la Serie A, la Coppa Italia y amistosos internacionales de la Selección Italiana.

## Estadio

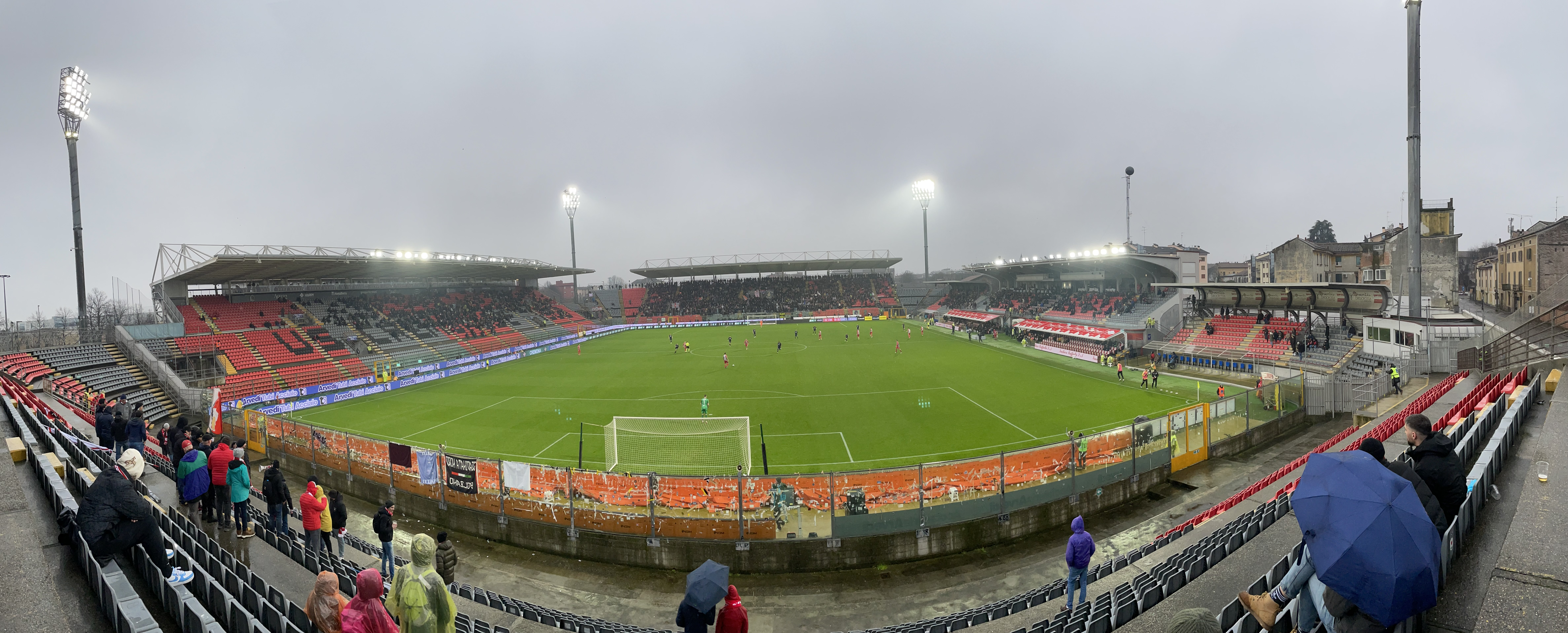

## Jugadores

### Históricos

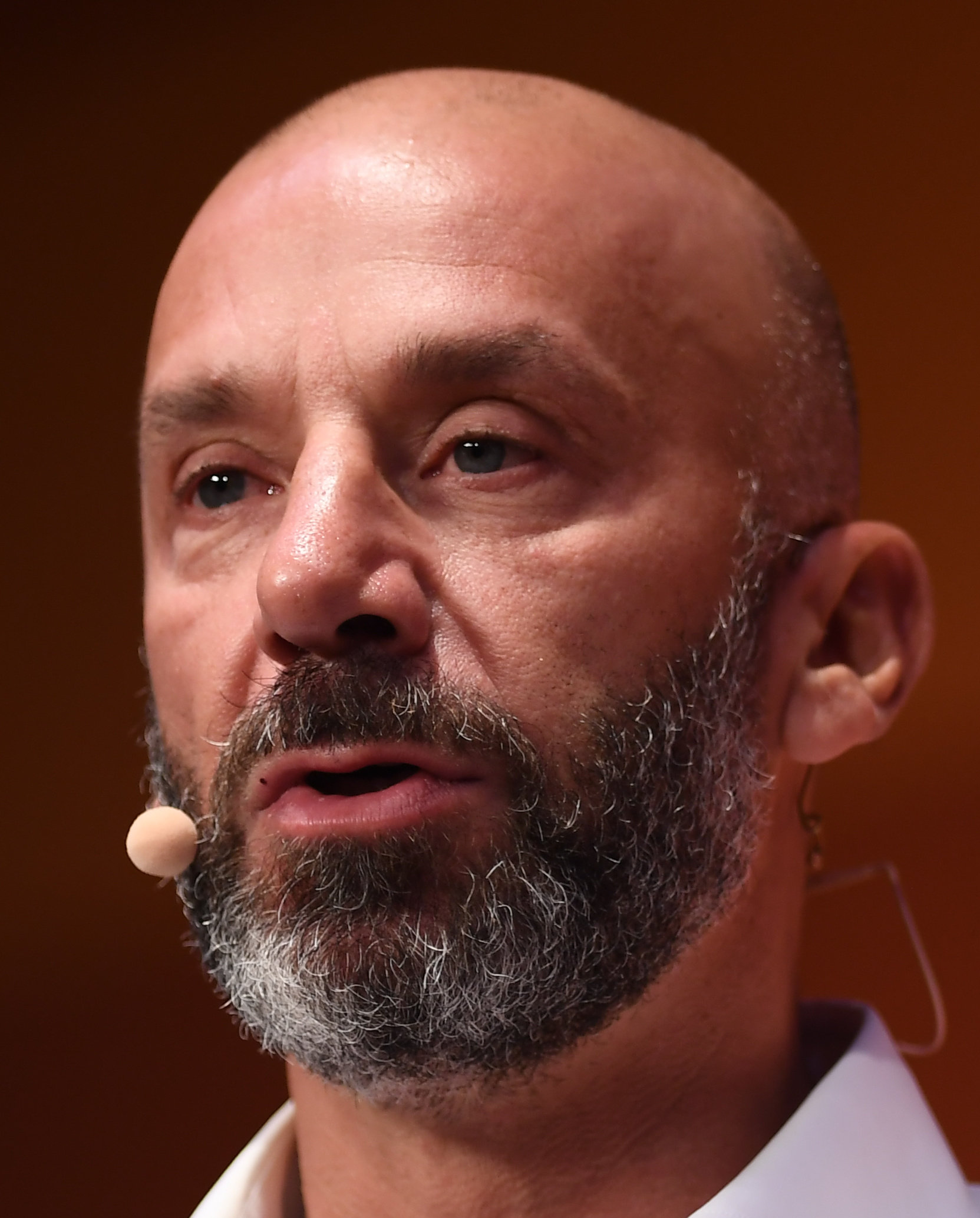
Gianluca Vialli jugó en la Cremonese desde 1980 a 1984.

| - Gabriele Bongiorni - Emiliano Mondonico - Aristide Guarneri - Antonio Cabrini - Paolo Castellini - Enrico Chiesa - Francesco Colonnese - Giuseppe Favalli - Marco Giandebiaggi - Luigi Gualco - Attilio Lombardo - Dario Marcolin - Riccardo Maspero - Mauro Milanese - Cesare Prandelli - Michelangelo Rampulla - Corrado Verdelli - Gianluca Vialli - Andrea Tentoni - Luigi Turci - Fabio Gatti - Salvatore Sirigu | - John Mensah - John Aloisi - Rubén Da Silva - Gustavo Dezotti - Matjaž Florijančič - Anders Limpar - Marko Perović - Sergio Zanetti - Władysław Żmuda |

## Entrenadores

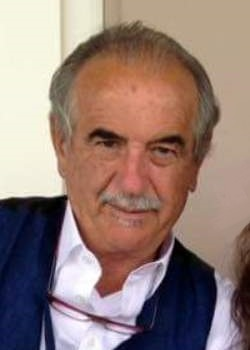
Bajo Emiliano Mondonico, la Cremonese logró ascender a la Serie A, en 1984.

Emilano Mondonico, quien entrenó desde el 1982 hasta el 1986, logró devolver a la Cremonese la presencia en la élite luego de 54 años de espera, aprovechando de las grandes actuaciones de la entonces promesa Gianluca Vialli.
Luego, la permanencia en dicha competición no dura mucho a pesar de los goles vitales de Gustavo Dezotti, las victorias al Milan, Lazio, los empates con la Juventus y el Napoli.
Luigi Simoni llega en el verano del 1992 y en el mismo año la Cremonese regresa en A. En el 1993 gana por 3 a 1 frente al Derby County la Copa anglo-italiana que se disputaba entre los mejores equipos de segunda división de ambos países cuya final se jugaba en el antiguo Wembley, siendo hasta el momento el segundo equipo italiano en ganar allí, tras el Milan.
Luego de 3 años, con la mejor clasificación histórica, un décimo puesto en la temporada 1993/94, la Cremonese regresa a la Serie B en 1996.

## Palmarés

### Competiciones nacionales

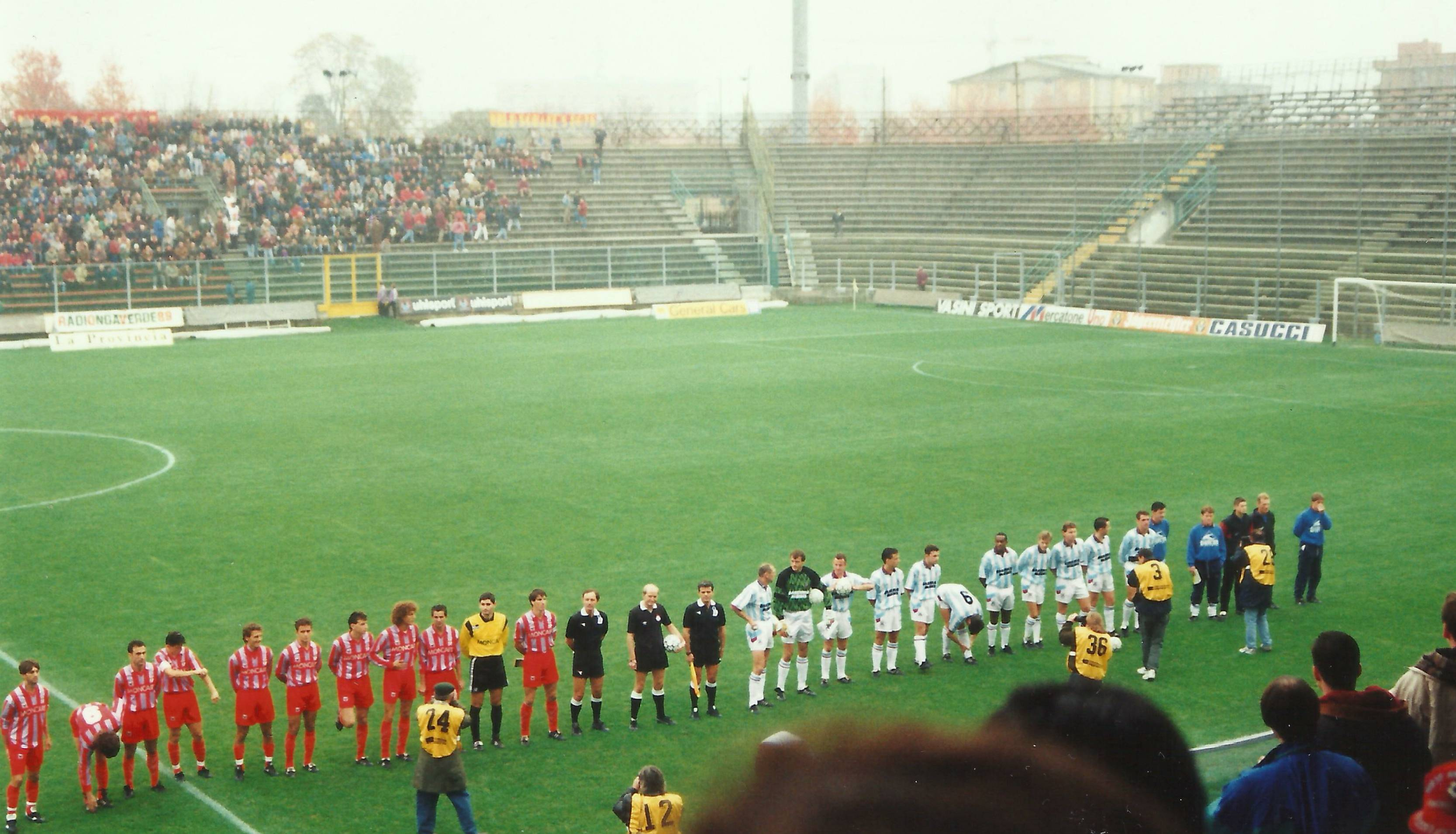
Cremonese vs West Ham, Copa anglo-italiana 1992. El equipo italiano se consagró campeón del torneo al ganar al Derby County en la final.

- Serie C1: 1

2004-05
- Serie C: 3

1935-36, 1941-42, 1976-77
- IV Serie: 1

1953-1954
- Serie D: 2

1967-68, 1970-71

### Competiciones internacionales
- Copa Anglo-Italiana: 1

1992-93